# Chandrayaan-2
Chandrayaan-2 (em sânscrito:  चंद्रयान-२, lit: Moon-vehicle pronunciationⓘ) é a segunda missão de exploração lunar desenvolvido pela Agência Espacial Indiana, em seguimento a Chandrayaan-1, inicialmente em conjunto com a Agência Espacial Russa. A missão era planejada para começar em 2014 mas o lançamento foi cancelado devido a um obstáculo técnico em 15 de julho de 2019, e remarcado às 14h43 IST na segunda-feira, 22 de julho de 2019. De acordo com a ISRO, a missão vai testar várias novas tecnologias e realizar novos experimentos. A espaçonave tem uma massa de 3,8 toneladas e tem três módulos: Sonda espacial orbital, Lander (Vikram) e Rover (Pragyan). Se a missão fosse bem sucedida, o ISRO Chandrayaan 2 seria a primeira missão a pousar um veículo espacial perto do pólo sul lunar e a Índia se tornaria o quarto país a conseguir esse feito depois dos Estados Unidos, da União Soviética e da China, entretanto, a ISRO perdeu contato com o módulo lunar quando este estava aproximadamente a 2,1 quilômetros acima da superfície da Lua.

## História
Em 12 de novembro de 2007, representantes da Agência Espacial Federal Russa (Roscosmos) e ISRO assinaram um acordo para as duas agências trabalharem juntas no projeto Chandrayaan-2. A ISRO seria a principal responsável pelo orbitador e pelo veículo espacial, enquanto a Roscosmos seria a fornecedora da sonda. O governo indiano aprovou a missão em uma reunião do gabinete da União, realizada em 18 de setembro de 2008 e presidida pelo primeiro-ministro Manmohan Singh. O design da nave espacial foi concluído em agosto de 2009, com cientistas de ambos os países realizando uma revisão conjunta.
Chandrayaan 2 deveria ser lançado de Sriharikota em 15 de julho às 02h01. entretanto foi adiado, citando questões técnicas. Finalmente, a nave foi lançada em 22 de julho de 2019.
A câmera LI4 Chandrayaan-2, em 21 de agosto de 2019, a uma altitude de 2 650 quilômetros da superfície da lua, capturou a primeira imagem da Lua. As duas características mais notáveis na borda são a bacia Mare Orientale e as crateras da Apollo. Em 1 de setembro, o sistema Chandrayaan 2 (as unidades combinadas de orbitador, aterrizador e astromóvel) completou sua quinta e última manobra de redução de órbita, levando-o a uma órbita quase circular de 119 x 127 km ao redor da lua.

## Objetivos
Os principais objetivos do Chandrayaan-2 são demonstrar a capacidade de pousar suavemente na superfície lunar e operar um astromóvel robótico na superfície. Os objetivos científicos incluem estudos de topografia lunar, mineralogia, abundância elementar, exosfera lunar e assinaturas de hidroxila e gelo.

## Ponto de aterrissagem planejado
Inicialmente dois locais de pouso foram selecionados, cada um com uma elipse de pouso de 32 km x 11 km. O local principal de pouso (PLS54) fica a 70.90267 S 22.78110 E (~ 350 km ao norte da borda da Bacia do Pólo Sul-Aitken) e o local de pouso alternativo (ALS01) está em 67.874064 S 18.46947 O. O local principal fica em uma planície alta entre duas crateras. Em setembro, foi decidido que o ponto de aterrissagem é um planalto que se eleva entre duas crateras apelidadas de Manzinus C e Simpelius N. Em uma grade da superfície da lua, ela cairia a 70,9 graus de latitude sul e 22,7 graus de longitude leste. Fica a cerca de 600 quilômetros do pólo sul. No entanto, a Organização Indiana de Pesquisa Espacial (ISRO), que supervisiona a missão, não descartou o local de backup selecionado (ALS01).
A 6 de setembro o aterrissador Vikram, que também transportava o rover Pragyan, deveria ter então pousado na Lua. Entretanto a ISRO perdeu o contato com a sonda quando já estava a apenas 2 quilômetros de distância da superfície. Suspeitou-se a princípio que Vikram tenha se chocado violentamente no solo lunar, devido à perda de controle provocado pelo mau funcionamento de um dos cinco propulsores, que poderiam ter desestabilizado o veículo.
No dia seguinte, o aterrissador Vikram foi localizado pela agência espacial indiana, contudo o contato com a sonda não foi reestabelecido.

## Perfil da missão
| Estágio               | Data                                      | Evento                                              | Detalhe                          | Resultado                                                  | Referências   |
| --------------------- | ----------------------------------------- | --------------------------------------------------- | -------------------------------- | ---------------------------------------------------------- | ------------- |
| Estágio geocêntrico   | 22 de julho de 2019: 09h13mim12 UTC       | Lançamento                                          | Tempo de Descarga: 16 min 14 seg | Apogeu: 45 475 km (28 000 mi) Perigeu: 169,7 km (105,4 mi) | [ 32 ]        |
| Estágio geocêntrico   | 24 de julho de 2019 09h22 UTC             | Manobra de elevação de órbita                       | Tempo de Descarga: 48 sec        | Apogeu: 45 163 km (28 000 mi) Perigeu: 230 km (140 mi)     | [ 33 ]        |
| Estágio geocêntrico   | 26 de julho de 2019, 01h09 (planejado)    | Manobra de elevação de órbita                       | Tempo de Descarga:               | Apogeu: Perigeu:                                           | [ 34 ]        |
| Estágio geocêntrico   | 29 de julho de 2019 19h39 UTC (planejado) | Manobra de elevação de órbita                       | Tempo de Descarga:               | Apogeu: Perigeu:                                           |               |
| Estágio geocêntrico   | 02 de agosto de 2019 (planejado)          | Manobra de elevação de órbita                       | Tempo de Descarga:               | Apogeu: Perigeu:                                           |               |
| Estágio geocêntrico   | 06 de agosto de 2019 (planejado)          | Manobra de elevação de órbita                       | Tempo de Descarga:               | Apogeu: Perigeu:                                           |               |
| Estágio geocêntrico   | 14 de agosto de 2019 (planejado)          | Injeção translunar                                  | Tempo de Descarga:               | Apogeu: Perigeu:                                           |               |
| Fase Selenocêntrica   | 20 de agosto de 2019 03h32 UTC            | Inserção da órbita lunar 1ª manobra de limite lunar | Tempo de Descarga: 1 738 seg.    | Apogeu:18 072 km (11 000 mi) Perigeu:114 km (71 mi)        | [ 35 ] [ 36 ] |
| Fase Selenocêntrica   | 21 de agosto de 2019                      | 2ª manobra de limite lunar                          | Tempo de Descarga: 1 228 seg.    | Apogeu:4 412 km (2 700 mi) Perigeu:118 km (73 mi)          | [ 37 ]        |
| Fase Selenocêntrica   | 28 de agosto de 2019                      | 3ª manobra de limite lunar                          | Tempo de Descarga: 1 190 seg.    | Apogeu:1 412 km (880 mi) Perigeu:179 km (110 mi)           | [ 38 ]        |
| Fase Selenocêntrica   | 30 de agosto de 2019 (planejado)          | 4ª manobra de limite lunar                          | Tempo de Descarga: 1 155 seg.    | Apogeu:164 km (100 mi) Perigeu:124 km (77 mi)              | [ 39 ]        |
| Fase Selenocêntrica   | 1º de setembro de 2019 (planejado)        | 5ª manobra de limite lunar                          | Tempo de Descarga: 52 seg.       | Apogeu:127 km (79 mi) Perigeu:119 km (74 mi)               | [ 40 ]        |
| Pouso lunar da Vikram | 2 de setembro de 2019 7h45 UTC            | Separação -Vikram                                   | —                                | 127 km (79 mi)119 km (74 mi)                               | [ 41 ]        |
| Pouso lunar da Vikram | 3 de setembro de 2019 3h20 UTC            | 1ª descarga para desorbitação                       | Tempo de Descarga: 4 seg.        | 128 km (80 mi)104 km (65 mi)                               | [ 42 ]        |
| Pouso lunar da Vikram | 3 de setembro de 2019 (planejado)         | 2a descarga para desorbitação                       |                                  |                                                            |               |
| Pouso lunar da Vikram | 3 de setembro de 2019 (planejado)         | Descida assistida                                   |                                  |                                                            |               |
| Pouso lunar da Vikram | 6 de setembro de 2019 (planejado)         | Aterrissagem da Vikram                              |                                  | Perda de contato com a nave                                | [ 28 ]        |
| Pouso lunar da Vikram | 7 de setembro de 2019 (planejado)         | Lançamento do Astromóvel Pragyan                    |                                  | —                                                          | —             |